# Mayhem
Mayhem (ofte kaldet The True Mayhem) er et black metal band, dannet i 1983 i Oslo, Norge. Bandets navn er taget fra Venoms sang "Mayhem with Mercy." Mayhem er blevet meget kontroversielt som følge af flere mord, selvmord og andre former for vold, der omgav bandet i dets tidlige år. Mayhem betragtes af mange som et af den moderne musikhistories mest kontroversielle bands, også på grund af den enorme mængde af skrøner og vandrehistorier der har været om deres tidlige år – rygterne er til stadighed blevet holdt i live af artikler på internettet og i diverse magasiner, og har ofte helt overskygget bandets musik.
Med tiden har Mayhem udviklet sig igennem en række forskellige black metal stilarter, og har til tider både udforsket mørk avant-garde industrial og electronica. Gruppen har haft stor indflydelse på efterfølgende black metal, og betragtes som en af hjørnestenene i black metal-bevægelsen.

## Biografi

### Tidlige år (1983-1990)
Mayhem blev dannet i 1983 af guitarist/sanger Øystein "Euronymous" Aarseth (dengang kaldet "Destructor"), bassist Jørn "Necrobutcher" Stubberud og trommeslager Kjetil Manheim. Euronymous koncentrerede sig udelukkende om guitaren efter bandet hyrede sangeren Eirik "Messiah" Norheim i 1985, som dog kort efter blev afløst af Sven Erik "Maniac" Kristiansen. Efter to demoer indspillede bandet sin tredje udgivelse, Deathcrush, på Euronymous' nyligt grundlagte pladeselskab Posercorpse Music.
På dette tidspunkt havde Mayhems lyd udviklet sig fra deres oprindelige død/speed inspirerede musik til noget mere mørkt og unikt. Selvom bandet fastholdt de sædvanlige dødsmetalsinteresser i blod og vold, begyndte bandet også at fatte interesse for okkultisme og satanisme (selvom Euronymous angiveligt modsatte sig Aleister Crowleys og Anton LaVeys versioner af satanisme, og i stedet foretrak et kristent perspektiv.[kilde mangler]
De første 1000 eksemplarer af Deathcrush blev hurtigt udsolgt, og senere genudgivet i 1993, igen af Posercorpse Music, som dog var blevet omdøbt til Deathlike Silence Productions som et samarbejde med Euronymous' specielle pladeforretning Helvete i Oslo. Euronymous' planer for denne nye butik var, at den skulle være "...som en sort kirke i fremtiden. Vi har tænkt over at have totalt mørke indenfor så folk skal bære fakler for at kunne se pladerne".[kilde mangler]
Ved starten på sommeren 1988 havde både Manheim og Maniac forladt bandet; Manheim, som var træt af "livet", forsøgte at få et "rigtigt" job, Maniac blev efter et fejlslagent selvmordsforsøg indlagt på et sindssygehospital. Efter to korte erstatninger, blev de afløst af svenske Per Yngve "Dead" Ohlin og trommeslager Jan Axel "Hellhammer" Blomberg.
Dead var, som hans kaldenavn antyder, melankolsk af natur og fascineret af død, forrådnelse og mørke. Selv Euronymous var på et tidspunkt usikker på hans mentale tilstand. Alligevel kom han godt ud af det med sine kollegaer, selvom han blev betragtet som lidt naiv.
Bard Eithun har sagt:
| Citat | "Han (Dead) var ikke en fyr du kunne komme til at lære særlig godt at kende. Jeg tror selv de andre drenge i Mayhem ikke kendte ham særlig godt. Han var svær at komme tæt på. Jeg mødte ham to uger før han døde. Jeg har måske mødt ham seks til otte gange alt i alt. Han havde mange underlige ideer. Jeg kan huske at Aarseth talte om ham og sagde at han ikke havde nogen humor. Det havde han, men den var meget mørk. Ærligt talt så tror jeg ikke han nød at leve i denne verden". | Citat |
|       | |       |

Dead havde over et stykke tid omhyggeligt opbygget et rygte for underlig opførsel; han begravede engang et sæt tøj under jorden i flere uger, så han senere kunne bære de rådnende klæder på scenen. Han havde beholdt en rådnende ravn i en plastikpose så han bedre kunne "inhalere lugten af død" før han skulle på scenen. Disse former for morbide fascinationer udviklede Mayhems fremadskridende musikalske atmosfære, og på dette tidspunkt havde bandets tekster i stor stil bevæget sig mod satanisme, mørke, depression og ondskab. Centrale ting i deres sceneshows var at sætte grisehovedet på spyt og at lade Dead skære i sig selv med en kniv.
Grupperingen med Dead og Euronymous blev kendt som bandets mest berygtede. Efter nogle liveshows i Norge og Tyskland (hvor Live in Leipzig blev indspillet) begyndte Mayhem at arbejde på deres første store album: De Mysteriis Dom Sathanas ("Herre Satan's Hemmelige Riter"), selvom to af bandets centrale medlemmer var døde da albummet endelig blev udgivet.

### De kendte år (1991-1993)
I april 1991 blev Dead fundet død, 22 år gammel, efter han havde skåret sine håndled med en kniv, han havde købt samme dag og skudt sig i hovedet med et haglgevær. Dead begik selvmord i et hus i Kråkstad som han delte med resten af bandet, og efterlod en seddel hvor der stod "Undskyld alt blodet". Andre medlemmer af bandet har fastholdt at beskeden var mere omfattende, og også sagde at "Kniven var for sløv til at afslutte det, så jeg blev nødt til at bruge geværet". Euronymous var den første som fandt liget, og tog øjeblikkeligt en række billeder af det. Et af disse blev senere stjålet og brugt som cover på bootleg-albummet Dawn of the Black Hearts.
Stian "Occultus" Johannsen, som for en kort stund overtog stillingen som sanger efter Deads selvmord, har sagt: "Han (Dead) så ikke sig selv som et menneske; han så sig selv som et væsen fra en anden verden. Han sagde at han havde mange visioner om at hans blod var frosset i hans årer, at han var død. Det er grunden til at han tog det navn. Han vidste at han skulle dø"
Patronerne som blev brugt havde han fået tilsendt af musikeren Kristian Vikernes (også kendt som Varg Vikernes, Count Grishnackh; eneste medlem af Burzum og senere Euronymous' morder).[kilde mangler] Euronymous var specielt kold og opportunistisk angående Deads selvmord; i interviews sagde han at Dead havde begået selvmord på grund af den store succes for dødsmetal,[kilde mangler] den amerikanske bevægelse som black metal var en protest mod. Hellhammer påstod at Euronymous havde taget stykker af Deads hjerne og lavet en gryderet hvori han tilsatte frosne grøntsager og peber: "Han havde altid sagt at han ville spise kød, så han fandt at dette var en nem måde."[kilde mangler] Euronymous indrømmede senere at han ikke havde spist nogen dele af Deads lig, selvom han oprindelig havde tænkt sig at gøre det.[kilde mangler] Euronymous påstod også at have samlet stumper af Deads kranium i halskæder, og sendt stykker til folk han følte var "værdige" (det rygtes af medlemmer fra Marduk og Abruptum er i besiddelse af flere stykker).[kilde mangler] Hellhammer har udtalt at han også lavede en halskæde af stumperne fra Deads kranium.[kilde mangler]
I 1993 blev Live in Leipzig udgivet som bandets hyldest til Dead. Deads selvmord berørte Necrobutcher så meget at han forlod Mayhem, hvilket reducerede bandets medlemmer til to.
Senere samme år fortsatte indspilningen af albummet De Mysteriis Dom Sathanas. Attila Csihar overtog sangerrollen efter Dead og Varg Vikernes erstattede Necrobutcher på bas.
På grund af negativ omtale i medierne og opmærksomhed fra politiets side blev Euronymous tvunget til at lukke sin pladebutik Helvete. På dette tidspunkt skyldte han Vikernes 30.000 NOK (for albumsalg og andre udgifter), som han nægtede at betale tilbage.[kilde mangler]
Om morgenen den 10. august 1993 kørte Vikernes sammen med den 21 år gamle Snorre "Blackthorn" Westvold fra bandet Thorns fra Bergen til Euronymous' lejlighed i Oslo. På vejen skabte de sig alibier ved at få en ven til at leje en video lokalt i deres navn. Da de ankom stak Vikernes Euronymous ned med en kniv. Vikernes selv har sagt at Euronymous havde planlagt at dræbe ham, og havde forsøgt at angribe ham først. Obduktionen viste at Euronymous var blevet stukket 23 gange: 2 i hovedet, 5 gange i halsen og 16 i ryggen. Vikernes har dog påstået at Euronymous faldt i noget glas fra en smadret lampe, hvilket også bidrog til de mange sår.
Vikernes havde efterladt flere beviser, deriblandt en kopi af den pladekontrakt som var årsagen til mødet. Efter få dage blev Vikernes anholdt for mordet. Da Hellhammer nu var bandets eneste medlem ophørte Mayhem i realiteten med at eksistere.

### Senere år (1994 – )
I 1994 blev De Mysteriis Dom Sathanas endelig udgivet, og blev formelt dedikeret til Euronymous. Albummet var blevet forsinket på grund af klager fra Euronymous' familie, som havde protesteret mod de dele hvor bassen blev spillet af Vikernes. Oprindeligt skulle Hellhammer have indspillet nye versioner over de gamle, men det blev ikke til noget.
I slutningen af 1995 havde Hellhammer besluttet sig for at gendanne bandet med hjælp fra den nye guitarist Rune "Blasphemer" Erickson og to tidligere Mayhem-medlemmer – Maniac og Necrobutcher. Den første udgivelse fra det nydannede Mayhem var en ep kaldet Wolf's Lair Abyss i 1997, som blev fulgt af nogle liveshows rundt omkring i Europa. Et af disse fandt sted i Milan, Italien, hvor Attila Csihar også spillede med. Denne koncert blev optaget og udgivet på livealbummet Mediolanum Capta Est senere samme år.
I 2000 udgav bandet deres andet album, Grand Declaration of War. Konceptalbummet omhandlede temaer som krig og post-apokalyptisk ødelæggelse, og havde musikalsk stærke indflydelser fra progressiv og avantgarde metal. Maniac droppede næsten fuldstændigt den traditionelle black metal vokal til fordel for en spoken-word monolog, hvor de fleste af sangene gik næsten flydende over i den næste.
Reaktionerne på albummet var delte. Nogle kritiserede albummet for dets avant-garde og elektroniske elementer, som de anså for prætentiøse, og Maniacs vokal som de anså for dårligere end Deads og Attilas; andre så det som et prisværdigt forsøg på at genopfinde black metal. Anmelderen Brian Russ fra BNR Metal kaldte det "virkelig det første sammenhængende værk bandet overhovedet har lavet" og "en passende kulmination på deres foreløbige karriere".
Efter fire års stilhed udgav Mayhem Chimera i 2004. Det viste en tilbagevenden til deres tidligere rå og brutale stil, men med en væsentlig bedre produktion end på de tidligere udgivelser. Chimera bar stadig et progressivt præg, måske på grund af Blasphemers stadigt større deltagelse i sangskrivningen. I 2004 blev Maniac tvunget ud af bandet, og Attila Csihar blev hans afløser.
Bandets fjerde album, Ordo ad Chao (Latin for "Orden til kaos"), blev udgivet 16. april 2007 af Season of Mist Records.

## Medlemmer

### Nuværende medlemmer
- Attila Csihar – Vokal
- Teloch – Guitar
- Ghul – Guitar
- Necrobutcher – Bas
- Hellhammer – Trommer

## Diskografi

### Studiealbum
- Deathcrush [EP] – (1987)
- De Mysteriis Dom Sathanas – (1994)
- Wolf's Lair Abyss [EP] – (1997)
- Grand Declaration of War – (2000)
- Chimera – (2004)
- Ordo Ad Chao – (2007)
- Esoteric Warfare – (2014)
- Daemon – (2019)

### Albums (live)
- Live in Leipzig [Live] – (1993)
- Mediolanum Capta Est [Live] – (1999)
- Live In Marseille 2000 [Live] – (2001)

### Opsamlingsalbum
- Out From The Dark – (1996)
- Ancient Skin / Necrolust – (1997)
- European Legions – (2001)
- U.S. Legions – (2001)
- The Studio Experience (Bokssæt) – (2002)
- Legions of War – (2003)

### Albums (split)
- Necrolust / Total Warfare [Split CD] – (1999)
- Freezing Moon / Jihad [Split CD] – (2002) - Sangen handler om at begå selvmord

### Demoer og promoer
- Mayhem – (1983) – aldrig udgivet[kilde mangler]
- Pure Fucking Armageddon [Demo] – (1986)

### Bootlegs
- Live Zeitz [Bootleg] – (1990)

- Dawn of the Black Hearts [Bootleg] – (1991)

- From The Darkest Past [Bootleg] – (1993)

- A Tribute To The Black Emperors [Bootleg – Split med Morbid] – (1994)

- In Memorium [Bootleg] – (1996)

## Videoer
- Live In Bischofswerda [VHS] – (1998)
- European Legions: Live In Marseille 2000 [VHS & DVD] – (2001)
- Mayhem – Cult of Aggression (Norsk/Svensk dokumentar af Stefan Rydehed)[VHS & DVD] 2002
- Medvirken i Metal: A Headbanger's Journey (2005)
- Medvirken i BBC One World series – Episode: 'Death Metal Murders' 2005
- Pure Fucking Mayhem (Engelsk dokumentar af Stefan Rydehed) 2007